# (38150) 1999 JX64
1999 JX64 (asteroide 38150) é um asteroide da cintura principal. Possui uma excentricidade de 0.10254000 e uma inclinação de 6.29804º.
Este asteroide foi descoberto no dia 10 de maio de 1999 por LINEAR em Socorro.